# 蔡勇
蔡勇（1969年7月—），中华人民共和国政治人物。

## 生平
1969年7月，蔡勇出生。1984年，蔡勇进入河南省民权师范学校学习。
1987年毕业后，蔡勇成为睢县实验小学的一名教师。1989年9月，蔡勇成为睢县后台乡党委办事员、组织干事、纪检委员，1992年7月转任睢县后台乡党委组织委员，1994年1月转任睢县后台乡政府副乡长。1995年12月，蔡勇调任睢县平岗镇党委副书记，1998年5月转任共青团睢县县委书记，2000年11月调任睢县河集乡党委副书记、乡长，次年5月升任党委书记。
2002年3月，蔡勇出任商丘市民政局副局长、党组成员，2004年2月转任商丘市房管局（今商丘市住房和城乡建设局）副局长、党组成员，2012年12月转任商丘市住房公积金管理中心副主任、党组副书记，次年1月升任主任、党组书记。
2016年5月，蔡勇调任中共民权县委副书记。
2021年8月，蔡勇调任宁陵县人民政府副县长、代理县长，同年9月出任中共宁陵县委副书记、宁陵县人民政府县长，2022年11月升任中共宁陵县委书记、宁陵县人民政府县长。

### 落马
2024年8月13日，蔡勇涉嫌严重违纪违法，接受河南省纪委监委纪律审查和监察调查。